# Campiña de Carmona
La Campiña de Carmona és una comarca situada a la província de Sevilla, a Andalusia.
Comprèn els municipis de Carmona, El Viso del Alcor, La Campana i Mairena del Alcor.
Se sitúa a la zona central de la província i limita a l'est amb la Comarca d'Écija, al sud amb la Campiña de Morón y Marchena, a l'oest amb la Comarca Metropolitana de Sevilla i al nord amb la Vega del Guadalquivir.